# Cales
Cales (лат.) — род паразитических наездников надсемейства хальцид, единственный в составе монотипического семейства Calesidae (или подсемейства Calesinae в семействе афелиниды или птеромалиды). Включает 14 видов. Встречаются в Палеарктике (включая Египет), Неотропике и Австралазии. Используется в биологическом контроле вредителей, поэтому интродуцирован в различные регионы мира. Среди хозяев Cales белокрылки (Aleyrodidae) например, табачная белокрылка (Bemisia tabaci) и Asterochiton pittospori.

## Описание
Длина 0,40—0,82 мм. Тело желтовато-оранжевое или светло-коричневое, слабо склеротизированное. Усик состоит из неразделённой на сегменты булавы, флагеллума, педицеля и скапуса. Флагеллум 4-члениковый (у самцов Cales noacki состоит из 3 сегментов). Нижнечелюстные щупики 1-члениковые, нижнегубные редуцированы до щетинкоподобного выроста. Все лапки 4-члениковые (формула 4-4-4). Брюшко широко прикреплено к мезосоме с помощью петиоля, почти такого же широкого, как проподеум. Голенные шпоры передней ноги прямые.
Выделяют две морфологически различные группы видов: австралазийская группа Cales spenceri (4 вида) и неотропическая группа Cales noacki (10). Некоторые виды Cales интродуцированы в Палеарктику. Виды группы Cales spenceri имеют светло-коричневую окраску, иногда с более светлыми оранжевыми участками, тогда как виды группы C. noacki белые, жёлтые или оранжевые, иногда с размытыми оранжевыми или коричневыми отметинами на дорсальной поверхности головы, груди и брюшка. Окраска, особенно в группе C. noacki, может значительно варьировать в пределах одного вида. Жгутик усиков имеет три (самцы группы C. noacki) или четыре членика (самки группы C. noacki, а также самцы и самки группы C. spenceri).
В результате мер биологической борьбы с белокрылкой вид Cales noacki (и, в некоторой степени, с его морфологически криптический родственный вид Cales rosei), был завезён в цитрусовые регионы Северной Африки, Средиземноморья и Северной Америки. На сегодняшний день присутствие C. rosei подтверждено только в Калифорнии (США), хотя его родиной, вероятно, является Аргентина. Для определения того, прижился ли C. rosei в других регионах, где Cales был выпущен для биологического контроля, требуется обширный сбор молекулярных образцов.

## Систематика
Систематическое положение среди хальцид неясное, так как род разделяет некоторые признаки с разными подсемействами афелинид (Aphelininae, Coccophaginae, Eretmocerinae) и даже с другими семействами хальцид (Chalcidoidea), когда его рассматривают в качестве Cales incertae sedis внутри Chalcidoidea. В 1929 году род выделили в отдельное подсемейство Calesinae. Род Cales чаще включают в состав семейства Aphelinidae (De Santis, 1946; Ferriere, 1965; Yasnosh, 1976; Shafee & Rizvi, 1990), иногда его сближают с семействами Trichogrammatidae или Eulophidae (Viggiani& Battaglia, 1984; Polaszek, 1991; Hayat, 1994; Heraty et al., 1997). Недавние молекулярные исследования говорят об уникальности Cales среди всех хальцид, вероятно они сестринская клада ко всем Chalcidoidea за исключением Mymaridae (Campbell et al., 2000). В 2022 году предложено рассматривать этот таксон в ранге отдельного семейства Calesidae.
- Cales berryi Mottern & Heraty, 2011 — Новая Зеландия[4]
- Cales bicolor Mottern, 2014 — Центральная Америка (Коста-Рика)[8]
- Cales breviclava Mottern, 2014 — Центральная Америка (Коста-Рика)
- Cales brevisensillum Mottern, 2014 — Центральная Америка (Коста-Рика)
- Cales curvigladius Mottern, 2014 — Южная Америка (Колумбия)
- Cales longiseta Mottern, 2014 — Центральная Америка (Коста-Рика)[8]
- Cales motterni Polaszek, Shih & Ward, 2015 — Тайвань
- Cales multisensillum Mottern, 2014 — Южная Америка (Французская Гвиана)
- Cales noacki Howard, 1907[1]typus — Неотропика; интродуцирован в Северную Америку, страны Средиземноморья и Африку.
- Cales noyesi Mottern, 2014 — Центральная Америка (Коста-Рика)
- Cales orchamoplati Viggiani & Carver, 1988 — Австралия[9]
- Cales parvigladius Mottern, 2014 — Центральная Америка (Коста-Рика)
- Cales rosei Mottern, 2014 — США (вероятно, интродукция из Южной Америки)
- Cales spenceri (Girault, 1915) — Австралия[10]